# Кубок Тото 2021
Кубок Тото 2021 — 37-й розіграш Кубка Тото. Титул вп'яте здобув Маккабі (Хайфа).

## Формат змагань
На першому етапі команди за географічним принципом поділені на дві групи по 5 учасників. Два переможці груп пройшли до півфіналу, усі інші команди - до кваліфікаційних матчів. Учасники Суперкубка Ізраїлю 2021 Маккабі (Тель-Авів) та Маккабі (Хайфа), а також учасники кваліфікаційного матчу серед учасників єврокубків Ашдод та Хапоель (Беер-Шева) не змагалися у груповому турнірі, переможці пройшли до півфіналу Кубка Тото 2021.

## Груповий етап
Матчі пройшли з 31 липня по 15 серпня 2021 року.

### Група А
| М  | Команда                      | І | В | Н | П | МЗ | МП | РМ | О  |
| -- | ---------------------------- | - | - | - | - | -- | -- | -- | -- |
| 1. | Хапоель (Хайфа)              | 4 | 3 | 1 | 0 | 7  | 4  | +3 | 10 |
| 2. | Бней Сахнін                  | 4 | 2 | 0 | 2 | 8  | 8  | 0  | 6  |
| 3. | Хапоель (Хадера)             | 4 | 1 | 2 | 1 | 5  | 5  | 0  | 5  |
| 4. | Хапоель Іроні (Кір'ят-Шмона) | 4 | 1 | 2 | 1 | 4  | 4  | 0  | 5  |
| 5. | Хапоель (Ноф-ха-Галіль)      | 4 | 0 | 1 | 3 | 5  | 8  | −3 | 1  |

Результати
| Команда                      | БНЕ | ХХД | ХХА | ХНГ | ХКШ |
| ---------------------------- | --- | --- | --- | --- | --- |
| Бней Сахнін                  |     | *   | 2:3 | *   | 2:3 |
| Хапоель (Хадера)             | 1:2 |     | *   | 3:2 | *   |
| Хапоель (Хайфа)              | *   | 1:1 |     | *   | 1:0 |
| Хапоель (Ноф-ха-Галіль)      | 1:2 | *   | 1:2 |     | *   |
| Хапоель Іроні (Кір'ят-Шмона) | *   | 0:0 | *   | 1:1 |     |

### Група B
| М  | Команда               | І | В | Н | П | МЗ | МП | РМ | О  |
| -- | --------------------- | - | - | - | - | -- | -- | -- | -- |
| 1. | Хапоель (Тель-Авів)   | 4 | 3 | 1 | 0 | 5  | 2  | +3 | 10 |
| 2. | Хапоель (Єрусалим)    | 4 | 2 | 1 | 1 | 4  | 2  | +2 | 7  |
| 3. | Маккабі (Нетанья)     | 4 | 2 | 0 | 2 | 6  | 6  | 0  | 6  |
| 4. | Маккабі (Петах-Тіква) | 4 | 1 | 1 | 2 | 3  | 4  | −1 | 4  |
| 5. | Бейтар                | 4 | 0 | 1 | 3 | 1  | 5  | −4 | 1  |

Результати
| Команда               | БЕЙ | ХЄР | ХТА | МНЕ | МПТ |
| --------------------- | --- | --- | --- | --- | --- |
| Бейтар                |     | *   | *   | 1:2 | 0:2 |
| Хапоель (Єрусалим)    | 1:0 |     | *   | *   | 0:0 |
| Хапоель (Тель-Авів)   | 0:0 | 2:1 |     | *   | *   |
| Маккабі (Нетанья)     | *   | 0:2 | 1:2 |     | *   |
| Маккабі (Петах-Тіква) | *   | *   | 0:1 | 1:3 |     |

## Кваліфікаційні матчі

### Матч серед учасників єврокубків
| 15 липня 2021 20:30 (EEST) |

| Ашдод         | 1:2      | Хапоель (Беер-Шева)  |
| ------------- | -------- | -------------------- |
| Абу Акель 58' | Протокол | Барейро 49' Анса 62' |

| Юд-Алеф, Ашдод Арбітр: Ігаль Фрід |

### Суперкубок Ізраїлю
| 25 липня 2021 20:30 (EEST) |

| Маккабі (Хайфа)       | 2:0      | Маккабі (Тель-Авів) |
| --------------------- | -------- | ------------------- |
| Саар 50' Абу Фані 73' | Протокол |                     |

| Саммі Офер, Хайфа Глядачів: 19 798 Арбітр: Ліран Ліані |

### Матч за 13-14 місця
| Команда 1               | Рахунок      | Команда 2         |
| ----------------------- | ------------ | ----------------- |
| 23 серпня 2021          |              |                   |
| Хапоель (Ноф-ха-Галіль) | 0:0 пен. 6:7 | Бейтар (Єрусалим) |

### Матч за 11-12 місця
| Команда 1                    | Рахунок | Команда 2             |
| ---------------------------- | ------- | --------------------- |
| 21 серпня 2021               |         |                       |
| Хапоель Іроні (Кір'ят-Шмона) | 0:3     | Маккабі (Петах-Тіква) |

### Матч за 9-10 місця
| Команда 1        | Рахунок | Команда 2         |
| ---------------- | ------- | ----------------- |
| 21 серпня 2021   |         |                   |
| Хапоель (Хадера) | 0:2     | Маккабі (Нетанья) |

### Матч за 7-8 місця
| Команда 1      | Рахунок      | Команда 2   |
| -------------- | ------------ | ----------- |
| 21 серпня 2021 |              |             |
| Ашдод          | 0:0 пен. 4:5 | Бней Сахнін |

### Матч за 5-6 місця
| Команда 1           | Рахунок      | Команда 2          |
| ------------------- | ------------ | ------------------ |
| 22 серпня 2021      |              |                    |
| Маккабі (Тель-Авів) | 1:1 пен. 5:6 | Хапоель (Єрусалим) |

## 1/2 фіналу
| Команда 1           | Рахунок      | Команда 2           |
| ------------------- | ------------ | ------------------- |
| 21 серпня 2021      |              |                     |
| Маккабі (Хайфа)     | 2:0          | Хапоель (Тель-Авів) |
| 22 серпня 2021      |              |                     |
| Хапоель (Беер-Шева) | 0:0 пен. 5:4 | Хапоель (Хайфа)     |

## Фінал
| 22 вересня 2021 20:15 (EEST) |

| Маккабі (Хайфа) | 1:1      | Хапоель (Беер-Шева) |
| --------------- | -------- | ------------------- |
| Давид 85'       | Протокол | Барейро 45'         |

| Нетанья Стедіум, Нетанья Арбітр: Ігаль Фрід |

|                                                                   |     | Пенальті                                                           |  |
| Шері · Хазіза · Ацілі · Давид · Даган · Джабер · Гольдберг · Мейр | 7:6 | Гордана · Лопеш · Барейро · Анса · Рукавиця · Дадія · Вітор · Міха |  |